# Vierumäki
Vierumäki è un villaggio (in finlandese kylä) della Finlandia situato nel comune di Heinola, a circa 13 km dal centro, nella regione del Päijät-Häme nella Finlandia Meridionale. È nota principalmente come sede di eventi sportivi internazionali concernenti il ghiaccio, dal curling all'hockey su ghiaccio.

## Competizioni sportive

### Curling
- I Campionati europei di curling 2001 dall'8 al 15 dicembre 2001.
- I Campionati mondiali senior di curling 2008 dall'8 al 16 marzo 2008.
- I Campionati mondiali di curling doppio misto 2008 dall'8 al 16 marzo 2008.

### Hockey su ghiaccio
- Il Campionato mondiale di hockey su ghiaccio femminile 2008 di Seconda Divisione dal 25 al 30 marzo 2008.
- Il Campionato mondiale di hockey su ghiaccio femminile Under-18 2013 dal 29 dicembre 2012 al 5 gennaio 2013.

### Golf
- Vierumäki Finnish Challenge Torneo internazionale di golf nel circuito Challenge Tour.